# Équipe des États-Unis féminine de basket-ball en fauteuil roulant
Maillots
Actualités
L’Équipe des États-Unis de basket-ball féminin en fauteuil roulant est la sélection féminine qui représente les États-Unis dans les compétitions majeures de basket-ball en fauteuil roulant. Cette sélection rassemble les meilleures joueuses américaines sous l’égide de la National Wheelchair Basketball Association une organisation de USA Basketball.
L'équipe féminine des États-Unis est qualifiée pour les Championnats mondiaux de basket-ball en fauteuil roulant et pour les jeux paralympiques.
Lors des Jeux paralympiques de Londres de 2012,  les basketteuses américaines concluent le tournoi préliminaire des Jeux paralympiques avec une fiche de 3 victoires et une défaite pour atteindre les quarts de finale. Elles affrontent les canadiennes le 4 septembre. Dans un travail constant, elles ont gain de cause sur les canadiennes par le compte de 67-55. L'équipe nationale des États-Unis passent en demi-finale et se mesura aux australiennes jeudi le 6 septembre . Dans un match très physique, les australiennes tiennent tête aux États-Unis. Les américaines perdent de justesse 40-39 et doivent se contenter d'aller dans la petite finale pour la médaille de bronze.

## Historique
En 1970, les premiers matchs organisés de basketball féminin en fauteuil roulant aux États-Unis ont lieu à l'Université de l'Illinois et à la Southern Illinois University. Un championnat national féminin est tenu en 1975 à Détroit (au Michigan) avec 4 équipes : les Motor City Wheelers, les SIU Squidettes (du Southern Illinois University), les University of Illinois Ms. Kids et l'équipe nationale du Canada. Ce tournoi s'est valu l'appellation first National Women's Wheelchair Basketball Tournament (the NWWBT). Le tournoi a depuis lieu tous les deux ans. Sous une certaine influence du Titre IX dans le domaine de l'éducation, l'Université de l'Illinois accueille de son côté le premier tournoi inter-universitaire de basketball féminin en fauteuil roulant (le NIWBT) en 1977.
En 1974, la National Wheelchair Basketball Association (NWBA) légifère ses règlements afin de permettre aux femmes de jouer dans des équipes de basket-ball en fauteuil roulant, autrefois réservées seulement aux hommes. La NWBA reconnait alors que de nombreuses femmes handicapées vivant dans des régions où il y a seulement des équipes masculines n'ont pas l'occasion de jouer. La NWBA décrète que les femmes peuvent jouer dans des équipes masculines mais ne met pas sur un pied un championnat féminin. Ainsi la pratique du basketball féminin en fauteuil roulant reste marginale à l'époque et les quelques initiatives de créer des équipes féminines handibasket viennent de femmes qui ont l'expérience de jeu dans des équipes masculines ou qui sont associés à des équipes masculines. Ce n'est qu'en 1976 qu'une division féminine avec 6 équipes dans un premier temps est établie au sein de la NWBA pour permettre aux équipes féminines de se développer,
En 1976 est créée également l'équipe féminine des États-Unis qui participe aux Jeux paralympiques de Toronto. Il s’agit de la première grande compétition internationale à laquelle participe l'équipe nationale nouvellement formée. Les américaines se classent au 5e rang. En 1977, les Américaines terminent troisièmes aux 30e Jeux internationaux de Stoke Mandeville en Angleterre. Aux Jeux paralympiques d'Arnhem en 1980, remportant des victoires sur Israël et l'Argentine, l'équipe américaine termine troisième, remportant sa première médaille en compétition paralympique internationale.
À cette époque, l'équipe nationale se réunit seulement pour les Jeux paralympiques. Il n'y a aucun programme international complet et permanent chez l'équipe féminine américaine,. Souvent l'équipe féminine américaine reçoit des invitations pour aller jouer dans d'autres pays, mais l'équipe n'a pas les fonds nécessaires pour y participer (frais d'avion, hébergement).
Les premiers Championnats mondiaux IWBF ouvert aux femmes ont lieu à Saint-Étienne, France en juillet 1990, et ils sont remportés par les États-Unis. Les Américaines battent de justesse les allemandes 58 à 55. En 1994, les canadiennes remportent la Coupe du Monde battant les américaines en finale au compte de 45 à 34. Pendant une décennie, les Américaines termineront sans cesse deuxièmes, ne réussissant pas à vaincre la puissante équipe nationale du Canada. Ce n'est qu'en 2004 que les américaines réussissent à s'imposer comme championnes internationales. Un nouveau règne débute avec des médailles d'or remportées aux Jeux Paralympiques (2004, 2008) au Championnat du monde (2010) et aux Jeux parapanaméricains (2007, 2011).

## Parcours

### Aux Jeux paralympiques
L'équipe féminine américaine a remporté trois médailles d'or, une d'argent et deux de bronze au basketball des Jeux paralympiques.
- 1976 : 5e
- 1980 :  Médaillée de bronze
- 1984 : 5e
- 1988 :  Médaillée d'or
- 1992 :  Médaillée d'argent
- 1996 :  Médaillée de bronze
- 2000 : 4e
- 2004 :  Médaillée d'or
- 2008 :  Médaillée d'or
- 2012 : 4e
- 2016 :  Médaillée d'or
- 2020 :  Médaillée de bronze
- 2024 :  Médaillée d'argent à  Paris

### Aux Championnats du Monde IWBF
L'équipe a remporté deux Championnats du monde (en 1990 et en 2010),.
- 1990 :  Médaillée d'or
- 1994 :  Médaillée d'argent
- 1998 :  Médaillée d'argent
- 2002 :  Médaillée d'argent
- 2006 :  Médaillée d'argent
- 2010 :  Médaillée d'or
- 2014 : 4e
- 2018 : 6e
- 2022 :  Médaillée de bronze à  Dubaï

### Aux Jeux parapanaméricains
- 2007 :  Médaillée d'or
- 2011 :  Médaillée d'or
- 2015 :

## Effectif actuel
Effectif lors des Jeux paralympiques d'été de 2012,
| Numéro | Nom                  | Date de Naissance | Handicap | Club                  |
| ------ | -------------------- | ----------------- | -------- | --------------------- |
| 4      | Rebecca Murray       | 15 mars 1990      | 2.5      | Warhawks              |
| 5      | Darlene Hunter       | 16 avril 1982     | 1.5      | Lady Mavericks        |
| 6      | Jennifer Chew        | 5 janvier 1983    | 1.5      | Lady Nuggets          |
| 7      | Andrea Woodson-Smith | 7 avril 1972      | 4.0      | Lady Mavericks        |
| 8      | Natalie Schneider    | 11 février 1983   | 4.5      | Lady Nuggets          |
| 9      | Desiree Miller       | 12 aout 1987      | 3.5      | Warhawks              |
| 10     | Sarah Binsfeld       | 17 juin 1987      | 2.0      | Warhawks              |
| 11     | Sarah Castle         | 22 janvier 1984   | 2.5      | Predators             |
| 12     | Alana Nichols        | 21 mars 1983      | 4.0      | Lady Nuggets          |
| 13     | Jennifer Poist       | 14 mars 1989      | 2.5      | University of Arizona |
| 14     | Mary Allison Milford | 28 mars 1986      | 1.0      | Steel City Stars      |
| 15     | Rose Hollerman       | 25 décembre 1995  | 1.0      | Timberwolves          |

- Entraîneur en chef :  David Kiley
- Assistant-entraîneurs :   Matt Buchi et Dan Price.
- Team Manager :  Jeff Downes
- Physiothérapeute : Jennifer Brown

## Joueuses marquantes du passé
- Karen Casper-Robeson[9]
- Deborah Dillon Lightfoot[10]
- Susie Grimes[11]
- Susan Hagel[12]
- Sharon Hedrick a participé aux jeux paralympiques de 1980, 1988, 1992 et aux Championnats mondiaux de 1983[13],[14]
- Darlene Quinlan[15],[16]
- Olivia Reyes[17]